# Pondération inverse à la distance
Pour les articles homonymes, voir IDW.

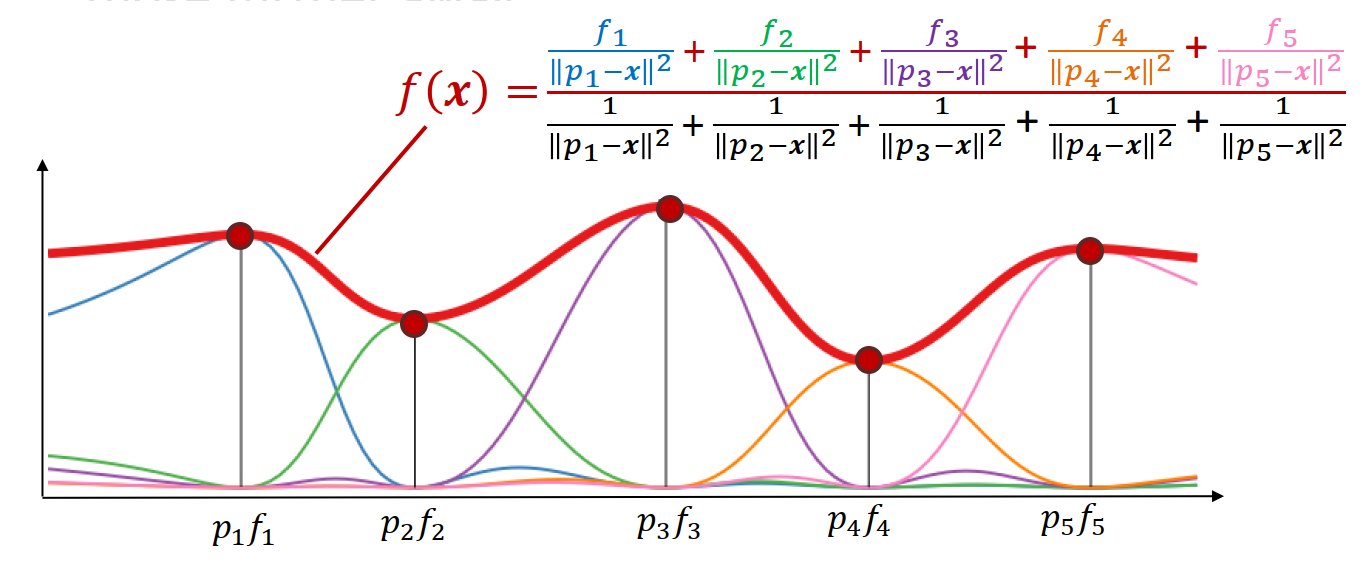

La pondération inverse à la distance ou PID (en anglais, inverse distance weighting ou IDW) est une méthode d'interpolation spatiale, un processus permettant d'assigner une valeur à tout point d'un espace à partir d'un semis de points connus.
Une forme courante pour trouver une valeur interpolée u à partir d'un point donné x en utilisant la PID comme fonction d'interpolation :
{\displaystyle u(\mathbf {x} )={\frac {\sum _{k=0}^{N}{{w_{k}(\mathbf {x} )}^{p}u_{k}}}{\sum _{k=0}^{N}{w_{k}(\mathbf {x} )}^{p}}},}
où :
{\displaystyle w_{k}(\mathbf {x} )={\frac {1}{d(\mathbf {x} ,\mathbf {x} _{k})}},}
est une fonction simple de pondération, comme définie par Shepard, x étant le point à interpoler, xk est un point d'interpolation (connu), uk la valeur de la fonction u au point xk, d est une distance donnée (opérateur de mesure) du point d'interpolation xk au point à interpoler x, N est le nombre total de points connus utilisés dans l'interpolation et p est un nombre positif réel, appelé le paramètre de puissance. Ici, le poids des points voisins diminue lorsque la distance augmente. Les plus grandes valeurs de p donnent une influence plus grande aux valeurs les plus proches du point interpolé. Pour 0 < p < 1, en u(x), on observe des sommets lissés autour du point d'interpolation xk, alors que pour p > 1, le pic devient plus pointu. Le choix de p est donc une fonction du degré de lissage désiré pour l'interpolation, de la densité et la distribution des échantillons interpolés, et de la distance maximum au-delà de laquelle un échantillon individuel peut influencer les points environnants. Telle que décrite, la fonction d'interpolation est indéterminée aux points d'interpolation (division 0/0). Dans ce cas, la pondération sera prise égale à 1 pour le point à distance 0 de x, et 0 pour tous les autres points.

## Pondération de Shepard
La méthode de Shepard est une conséquence de la minimisation d'une fonction liée à la mesure des déviations entre les tuples de points interpolés {x, u(x)} et k tuples de points d'interpolation {xk, uk}, définis comme :
{\displaystyle \phi (\mathbf {x} ,u)=\left(\sum _{k=0}^{N}{\frac {(u-u_{k})^{2}}{d(\mathbf {x} ,\mathbf {x} _{k})^{p}}}\right)^{\frac {1}{p}},}
dérivé de la condition de minimisation :
{\displaystyle {\frac {\partial \phi (\mathbf {x} ,u)}{\partial u}}=0}.
La méthode peut être aisément étendue à des dimensions supérieures de l'espace  et est en fait une généralisation de l'approximation de Lagrange aux espaces multidimensionnels.
Une version modifiée de l'algorithme créé pour l'interpolation trivariée a été développée par Robert J. Renka et est disponible dans Netlib comme "algorithm 661" dans la bibliothèque "toms" ("Transactions On Mathematical Software"). 

## Autres pondérations

### Pondération de Łukaszyk-Karmowski
Une autre modification de la méthode de Shepard a été proposée par Łukaszyk aussi en application à la mécanique appliquée. La fonction de pondération proposée avait la forme suivante :
{\displaystyle w_{k}(\mathbf {x} )={\frac {1}{(D_{**}(\mathbf {x} ,\mathbf {x} _{k}))^{\frac {1}{2}}}},}
où {\displaystyle D_{**}(\mathbf {x} ,\mathbf {x} _{k})} est la mesure de Lukaszyk-Karmowski  choisie également en fonction de l'erreur statistique et de la distribution de la probabilité de la mesure des points interpolés.

### Pondération de Franke-Little
Une modification de la méthode de Shepard a été proposée par Franke, qui suggère d'utiliser :
{\displaystyle w_{k}(\mathbf {x} )=\max \left(1-{\frac {d(\mathbf {x} ,\mathbf {x} _{k})}{R}},0\right),}
comme fonction de pondération, où R est le rayon de la sphère d'influence, distance au-delà de laquelle les points d'interpolation n'ont plus d'effet sur la valeur interpolée. De fait, la pondération de Franke-Little rend l'interpolation locale. Il faut s'assurer de choisir R pour que suffisamment de points soient situés à l'intérieur de la sphère d'influence. L'interpolation locale permet de diminuer la quantité de calculs lorsque les points d'interpolations sont très nombreux.